# 掛布雅之
掛布 雅之（かけふ まさゆき、1955年5月9日 - ）は、新潟県三条市生まれ、千葉県千葉市中央区出身の元プロ野球選手（内野手、右投左打）、野球解説者・評論家、タレント、YouTuber。大阪府豊中市在住。阪神タイガース現役時代から（4代目）「ミスタータイガース」と称された。
1988年の現役引退後は、野球解説・評論活動を経て、2013年シーズン終了後にゼネラルマネジャー（GM）付育成&打撃コーディネーター→球団本部付 - （Development Coordinator〈略称：DC〉）として阪神に復帰。2016年から2シーズンにわたって二軍監督を務めたのち、2017年11月1日から2年間、オーナー付シニア・エグゼクティブ・アドバイザー（Senior Executive Advisor〈略称：SEA〉）として活動した。
なお、DC・SEA時代にもフリーランスの野球解説者・タレントとして活動。2020年からは、阪神球団の親会社・阪神電気鉄道が新設した特別職「HANSHIN LEGEND TELLER」（ハンシン・レジェンド・テラー〈略称：HLT〉）に就いている。

## 来歴

### プロ入り前

#### 生い立ち
実母の郷里である新潟県三条市で出生。その母の実家の数軒隣りにジャイアント馬場（馬場正平、プロ野球読売ジャイアンツからプロレスラーへ転向）の実家があったと言う。その後、1歳頃から、実父の郷里である千葉市（現在の中央区新宿）で生活。珍しい「掛布」姓のルーツは、祖父の出身地・愛知県犬山市辺りにあるのではないかと話している。「雅之」と言う名前は、実父が俳優の森雅之の大ファンだった事から名付けられた。
実父（2006年永眠）は、第二次世界大戦の前に一時、千葉県千葉商業学校教員の立場で硬式野球部の部長と監督を兼務していた。野球部を甲子園球場での全国大会出場に手の届くレベルへ引き上げたものの、後に諸事情で野球と縁を切っていた。大戦中に中国へ渡ると、終戦を機に郷里へ引き揚げ。職業を転々とした後に、料理店を営んだ。

#### 学生時代
幼少期に剣道を始めると、警察署で稽古に励んでいた。しかし、小学生時代に防具の購入を両親に頼んだところ、両親に拒否されたためやむなく辞めている。実父が第二次世界大戦の後に新制中学校の軟式野球部で監督へ復帰した時期に、実父の下で野球を始める。なお、この時期については、「利き手だった右手を実父から左手に矯正された」という記述の文献が多く見られる。ただし実際には、ペンを持つ時に右手、箸を持つ時に左手を使用。雅之自身も、上記の記述を否定したうえで、「右投げ左打ちになった理由はよく分からない」と述べている。
千葉県内にある習志野市立習志野高校への進学後は、石井好博監督の下で、2年時の1972年に「4番・遊撃手」として夏の選手権千葉大会で優勝。当時は都道府県ごとに甲子園球場での全国大会への出場校を決める体制になっていなかったため、代表校を決める東関東大会へ進出したところ、銚子商との決勝戦で根本隆から先制打を放った末にチームを全国大会へ導いた。もっとも、全国大会では、東洋大姫路高の前に初戦で敗退。3年時の1973年夏の選手権千葉大会では、エースの古屋英夫を擁する木更津中央高と準々決勝で対戦したが、延長11回の末に1-2xでサヨナラ負けを喫した。
なお、習志野高校硬式野球部の同級生には阿部慎之助の実父がいて、掛布とともにクリーンアップを打っていた。また、1975年の第56回選手権大会でエースとしてチームを優勝に導いた小川淳司は2学年後輩で、在校中の掛布について「竹刀の袋にバットを入れて毎日自宅に持ち帰っていた」と後に述懐している。
学生時代からNPB入りを志望。NPBのドラフト会議を控えた1973年の秋には、実父や叔父が小川善治に対して、ヤクルトスワローズに雅之を入団させるよう掛け合った。小川が当時ヤクルトの二軍監督を務めていたことや、実父が千葉商業学校の野球部長兼監督時代に小川を指導したことによる依頼であったが、小川は依頼を固辞。そこで実父たちは、篠田仁（同校を継承した千葉県立千葉商業高校硬式野球部の元・監督）を通じて、阪神タイガースへの仲介を依頼した。仲介先が阪神であったのは、篠田が千葉商業高校監督退任後の一時期にトレーニングコーチとして在籍していたことや、この年に現役を退いたばかりの安藤統男が、かねてから篠田や掛布の叔父と懇意にしていたことによる。以上の関係を背景に、篠田の依頼を受けた安藤が雅之の入団テストを球団に申し入れたところ、会議直前の11月に甲子園球場で実施する二軍秋季練習への参加を特別に許された。この練習では球団が雅之用のユニフォームを用意しなかったため、安藤が選手時代に使っていた背番号9のユニフォームを裏返しに着ながら、金田正泰監督を初めとする首脳陣の前でテストを受けていたという。結局、1週間にわたる練習の後で、当時のスカウト・河西俊雄が「大学や社会人野球のチームから勧誘されても断る」という条件で雅之に契約を打診。雅之自身も「このチャンスを逃してはいけない」との思いで打診を受け入れたことから、ドラフト会議での6位指名を経て、契約金300万円、年俸84万円（金額は推定）という条件で正式に契約した。背番号は、この年まで6年間にわたってウィリー・カークランドが着用していた31。もっとも、本人は高校野球での実績がNPB入りの水準に達していないことを自覚していて、阪神への入団についても「大好きな野球をいつまでも続けられないのなら、プロ野球で終わった方が納得できる」という程度の認識しかなかったことを引退後に明かしている。

### 阪神時代
1974年には、一軍内野守備コーチに転じた安藤などから春季キャンプで徹底的な指導を受けた後に、オープン戦へ出場。初めて出場したのは対南海ホークス戦で、野崎恒男から代打で安打を放った。3月21日の対太平洋クラブライオンズ戦（鳴門球場）では、オープン戦ながら「7番・遊撃手」として初めてスタメンに起用。当時の正遊撃手だった藤田平が自身の結婚式で欠場したことによる起用だったが、太平洋のエースだった東尾修から4打数2安打を記録した。さらに、3日後の対近鉄バファローズ戦（日生球場）にも、「8番・三塁手」として再びスタメンで起用。内野の要であった野田征稔（後にマネージャー）が実母の逝去で急遽帰郷したことによる起用ながら、4打数4安打という活躍で一躍注目された。結局、オープン戦で18打数8安打2二塁打という好成績を残したことから、レギュラーシーズンでも開幕から一軍に定着。高校時代までのポジションだった遊撃に藤田が定着していたことから、三塁手として中央大学からドラフト1位で入団した佐野仙好との間で、三塁のポジションを争った。その一方で、ジュニアオールスターにも出場。一軍公式戦全体では3本の本塁打を放ったものの、チームの高卒新人選手による一軍公式戦でのシーズン最多本塁打（1957年に並木輝男が記録した8本）には及ばなかった。
1975年には、藤田の前の正遊撃手だった吉田義男が、一軍監督としてチームに復帰。シーズン当初は、吉田の方針で右打者の佐野と併用されたため、掛布のスタメン出場は右投手の登板が予想される試合に限られていた。掛布は後に、「三塁のポジション争いで『ライバル』と感じたのは当時の佐野さんだけだった」と語っている。しかし、掛布がやがて正三塁手として定着したため、佐野は外野手に転向。掛布自身は高卒2年目にして、一軍公式戦100試合出場と2桁本塁打を達成した。
1976年には初めて規定打席に到達、王貞治を上回る打率.325（リーグ5位）を記録し、同年のベストナインに選ばれる。このシーズンはOPSも1.000を超えていたが、ドラフト6位で高卒入団の選手が3年目で達成したところに特筆点がある。掛布は、「打撃ベストテンで王さんの上に立てたことが大きな自信になった」と語っている。この年のオフに、球団から来期より背番号を「3」に変更することを提案されたが、「3番と言えば長嶋さんの背番号。僕はどんなに頑張っても長嶋さんにはなれない」として、阪神の31番は掛布という形をしっかり作っていこうと思ったということで、固辞した。さらに翌1977年も開幕戦の対ヤクルト戦でエース松岡弘から満塁本塁打を放つ等大活躍し、応援歌「GO! GO! 掛布」も売り出された。この人気に応援団は掛布の打席でヒッティングマーチを演奏するようになった。一説に阪神在籍選手では掛布が最初と言われる。最初の応援歌は「GO! GO! 掛布」のサビであったが、のちに変更された。
1978年7月25日、オールスター第3戦（後楽園球場）での3打席連続本塁打の大活躍でファンに存在感を見せつけた。
1979年にはドン・ブレイザー監督が就任、シーズンを通して3番打者、三塁手として起用される。田淵幸一が移籍した後の主砲としてチーム新記録となる48本塁打（それまでのチーム記録は藤村富美男の46本。その後1985年にランディ・バースが54本で更新したが、日本人選手としては現在も球団記録）を放ち本塁打王となる。またフェリックス・ミヤーンに次ぐ打率.327も残し、リーグを代表する強打者に成長した。シーズン終了後に結婚。
1980年には、早稲田大学の大物三塁手だった岡田彰布が入団したことから、シーズン前には三塁のポジションを岡田と争う可能性が報じられていた。このような報道に対して、既にチームの中心選手であった掛布には、岡田に対して佐野ほどのライバル意識は感じていなかったという。掛布は開幕から4番打者・三塁手で起用されたが、4月18日対巨人戦（後楽園球場）で左膝を痛めた影響で、一軍公式戦への出場は70試合にまで減少。成績も前年を大幅に下回ったことから、シーズン終了後には、「掛布を南海に放出、投手数名とトレード」「トレード相手は門田博光」といった内容の「スクープ」が、大阪で発行されるスポーツ紙の1面に出るまでに至った。球団は即座に否定したものの、江夏豊や田淵幸一の放出劇がまだ記憶に新しい頃で、ガセネタでは済まされない内容であった。掛布自身も大きな衝撃を受け、そうした話が出ないようにするよう摂生に努め、翌年から1985年までは5年連続で全試合出場を果たすこととなり、トレードの話も白紙となった。
1981年は自己最高の打率.341（リーグ4位）を記録し、1982年と1984年にも本塁打王、1982年には打点王に輝くなど、田淵に代わる新たな「ミスタータイガース」として人気を博した。1980年代前半は不動の4番打者。また、同学年でもある江川卓との対決は、両者が全盛期だった1980年代前半の名勝負と言われた。1984年に本塁打王を獲得した際には中日ドラゴンズの宇野勝と激しく争い、最後の直接対決2連戦では両者が全打席で敬遠を受けてタイトルを分け合った。この敬遠の応酬についてはセ・リーグ会長が両監督（安藤統男と山内一弘）に注意し、最終的には記者団に謝罪するほどであった。
1985年には3番・バース、4番・掛布、5番・岡田彰布からなるクリーンナップの一角を担って強力打線を形成し、リーグ優勝・日本一に貢献した。同年の対読売ジャイアンツ戦では槙原寛己からバックスクリーン3連発（掛布はバックスクリーン左に入ったため、賞金をもらい損ねていたが、スポンサーの計らいでもらっている）ではバースに続いて本塁打を叩き込み、この年の象徴のように語られている。また、吉田監督は日本シリーズ制覇の会見で、日本一になった要因を聞かれた際「ウチには日本一の四番（打者）がいますから」と答えている。
1986年4月20日、対中日戦でルーキーの斉藤学投手から手首に死球を受けて骨折、連続出場が663試合で途切れた。後年の述懐では、この負傷でそれまで張り詰めていた緊張の糸が切れ、怪我を言い訳にする「弱い自分」が出てきてしまったという。5月中旬に復帰するが、11日後には阪神甲子園球場の巨人戦で三塁守備の際にバウンドが変化した打球に当たって右肩を負傷し、1ヶ月近く欠場。さらに8月26日ヤクルト戦には守備中に左親指骨折で三たび戦列を離脱し、復帰できたのはシーズン終了間際だった。このシーズン後半以降、華麗なバッティングは影を潜めることとなる。
1987年は二年ぶりに規定打席はクリアしたものの腰痛で規定打席到達では自己ワーストの成績を記録し低迷、チームの調子と歩を合わせることになった。約1ヶ月登録を抹消され、6月にはプロ入り以来初めての二軍落ちも経験した。同年3月に飲酒運転で逮捕され当時オーナーだった久万俊二郎に「大ばか野郎」「欠陥商品」と厳しく断じられた。12月12日、15%ダウンとなる年俸6800万円で契約更改した。
1988年も故障続きでかつての打棒は甦らず、開幕から7月12日対広島戦まで先発出場を続けたが、翌13日に古谷真吾球団代表、高田順弘本部長、村山実監督と話し合って出場を見合わせ、14日に一軍登録を抹消された。9月14日に現役引退を表明。10月10日、阪神甲子園球場でのホーム最終戦（対ヤクルト…ダブルヘッダー第2試合）が「引退試合」となり、多くのファンに見送られてグラウンドを去った。通算349本塁打は阪神の球団最多記録である。
引退に際しては、その若さを惜しんで複数の球団からオファーがあったことをのちに明かしている。ヤクルトスワローズ監督の関根潤三からは、将来は阪神に戻ってもよいという条件を示され、横浜大洋ホエールズ監督の古葉竹識からは「背番号31を用意する」と誘われた。長嶋茂雄からは「1年間二軍にいて、じっくりと体を鍛えて気持ちを切り替えれば」というアドバイスがあったなど、掛布の身の振り方を尊重した内容であったが、田淵がかつてトレードに際して「今度はお前だぞ。お前は、江夏や俺のように途中で縦縞のユニフォームを脱ぐようなことはするなよ」と言った言葉が頭にあり、現役を続けるなら阪神でなければならないと考えて固辞。引退試合の後、作戦・守備走塁コーチだった中村勝広から「最近は阪神の歴代の主力選手が、こんな引退試合をしたことはなかった。新しい阪神の歴史を作ったな。惜しまれながら球場全員が涙する。お前が道筋を作ったおかげで、これからはこうやって阪神の選手が辞めていくことができるだろう」という言葉をもらったと述べている。

### 現役引退後

#### 野球解説者・評論家として
引退後は1989年から2015年までは報知新聞の野球評論家、1989年から2008年までは日本テレビ・読売テレビ・ラジオ日本の野球解説者、2009年から2012年まではMBSラジオの野球解説者（2009年のみゲスト解説、2010年から専属）、2013年から2015年まではサンテレビ・スカイ・エーの野球解説者を務めた。
2013年までは、アメリカ・マイナーリーグの臨時コーチを務めただけで、プロ野球を本格的に指導した経験はなかった。
1991年、ロッテオリオンズが千葉移転の際に千葉出身の掛布が監督候補に挙がり、オーナー代行重光昭夫とも一度話したことがあったが、「野球観が合わない」との理由で物別れに終わったという。
東北楽天ゴールデンイーグルスの発足当初（2004年秋）には監督の就任要請を受けたが辞退。掛布自身は後に、球団オーナーの三木谷浩史と直接会談していたことを告白。自身が望む監督像をめぐって、経営上の収益が出せることを強く求めた三木谷との間で意見が食い違ったことを辞退の原因に挙げている。

#### 指導者として
阪神DC時代
2013年10月21日には、阪神球団からの発表で、新設のゼネラルマネージャー付育成&打撃コーディネーター（DC）に就任することが判明。現役引退から25年振りに阪神へ復帰するとともに、同年11月の秋季キャンプから打撃や内野守備の指導を始めた。ただし、DCは非常勤扱い・背番号およびベンチ登録なしの特別職であるため、就任後も野球解説者・評論家としての活動を継続。また、契約上ユニフォームのうちズボンの着用しか認められなかったことから、選手への指導中には球団から支給されるジャンパー、トレーニングウェア、シャツを上着に用いていた。

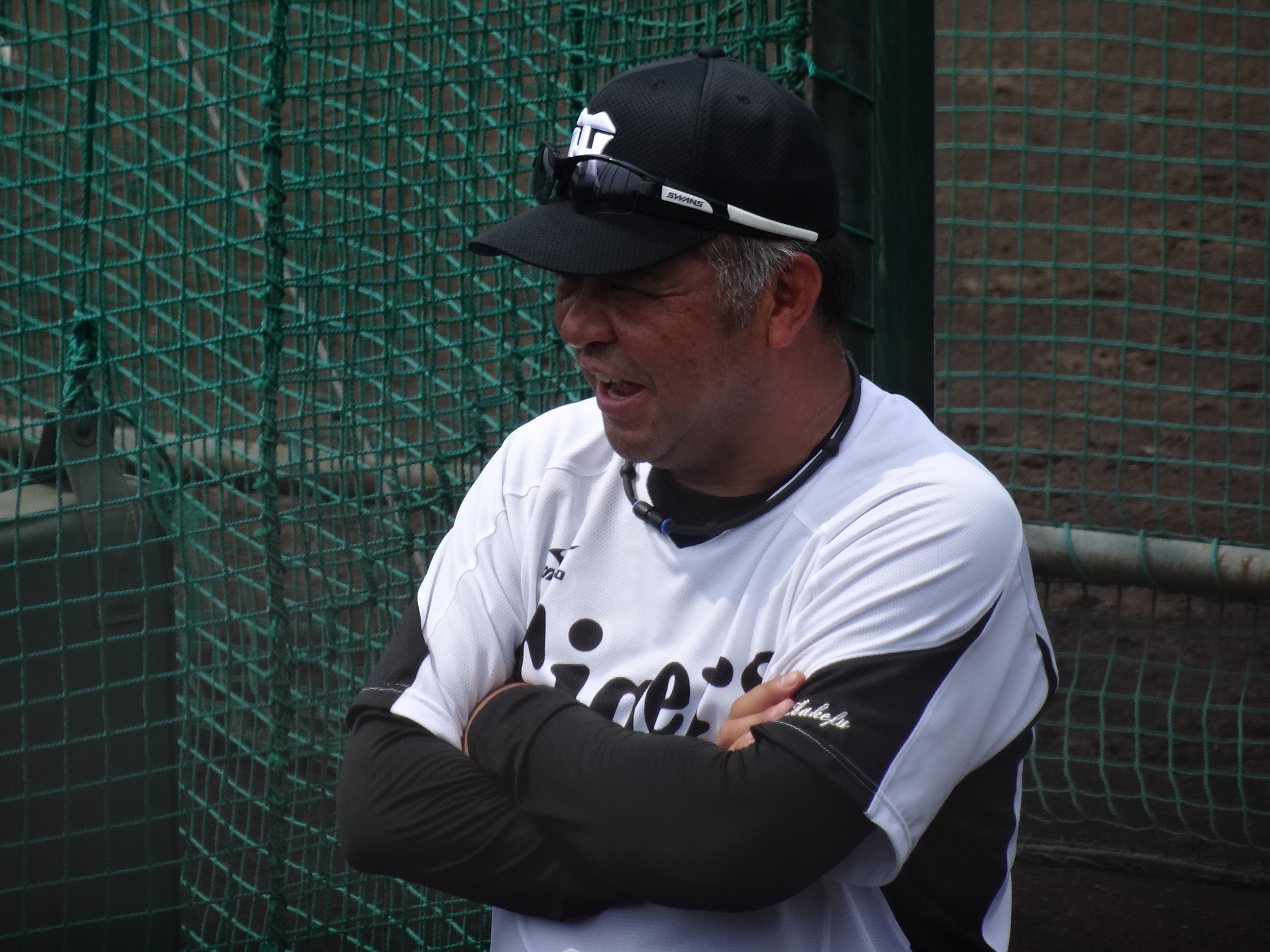
阪神DC時代
（2015年8月29日、阪神鳴尾浜球場にて）

なお、現役引退当時のコーチでもあったゼネラルマネージャーの中村が2015年9月23日に急逝したことから、球団では同年10月1日付の人事異動で当面の間ゼネラルマネージャー職を廃止。この廃止を機に役職を「球団本部付育成&打撃コーディネーター」に変更した。
しかし、「掛布さんとは野球観が合う」という金本知憲がその直後から一軍監督へ就任したことを受けて、球団社長の南信男が二軍監督への就任を要請。10月21日には、DCの立場でフェニックスリーグに帯同していた掛布が、前日（20日）にこの要請を受諾したことが一部で報じられた。
阪神二軍監督時代
阪神球団は2015年10月26日に、掛布を二軍監督として正式に契約。翌27日には、二軍監督へ就任することや、現役時代と同じ背番号31を着用することを正式に発表した。契約期間は2年で、掛布が阪神のユニフォームを正式に着用するのは、現役引退以来27年振り。阪神の選手や首脳陣が背番号31を着用するのは、林威助外野手の退団（2013年）以来2年振りであった。二軍監督へ就任した背景には、DC時代に中村から「（自身と同じ左打者で2014年に入団した）横田慎太郎を一人前の打者に育てて欲しい」というリクエストを受けていたことも挙げられる。
二軍監督の就任後は、厳しいプロ意識を若手選手に植え付けながら、選手の自主性を重んじる指導でチームの底上げに尽力。DC時代から指導してきた伊藤隼太・中谷将大・原口文仁などを一軍へ定着させたほか、2016年の春季キャンプでは、新人外野手の髙山俊に対するマンツーマン指導によって、高山によるセ・リーグ新人王獲得への礎を築いた。また、横田も同様の指導で頭角を現したため、金本は一軍のレギュラーシーズンの開幕戦から一時「1番・高山、2番・横田」というスタメンを実現させていた。
2017年には、新人内野手の大山悠輔に対して、金本による長期育成計画の下で3月から英才教育を実施。大山は、7月から一軍へ昇格すると、8月終盤から一軍公式戦のスタメンで4番打者を任されている。その一方で、右打者だった大和によるスイッチヒッターへの転向や、故障で戦線を離脱していた糸井嘉男・西岡剛のリハビリなど、中堅・ベテラン選手のサポートにも力を注いだ。
二軍監督への在任中は、現役時代からのネームバリューの高さを背景に、球団主催のウエスタン・リーグ公式戦で二軍なのにもかかわらず、満員札止めや1万人台の観客動員が相次いだ。2016年の終盤以降は、現役選手時代の経験から若手選手に猛練習を求める金本との間で、育成方針やウエートトレーニングに対する認識の違いが徐々に露呈。阪神球団も、翌2018年に向けたチーム方針の転換や二軍首脳陣の世代交代を視野に、「二軍監督としての掛布の役割は、契約期間の2年間で十分に果たされた」と判断した。このため、2017年シーズン終盤の9月8日には、同年10月31日の契約期間満了を機に二軍監督としての契約を更新しないことを通告。2018年シーズンからオーナー付アドバイザーへ就任することを要請する一方で、9月10日には、2017年シーズン限りで二軍監督を退任することを正式に発表した。さらに、二軍監督として最後に采配を振る主催試合（9月28日のウエスタン・リーグ対広島最終戦）で使用する球場を、阪神鳴尾浜球場（スタンドの収容人数500人）から甲子園球場（二軍戦で開放する内野スタンドに28,465席を設置）へ急遽変更。平日のデーゲームにもかかわらず、7,131名もの観衆が内野スタンドで見届けたこの試合を、監督在任中最多の16得点による大勝で締めくくった。なお、試合後のインタビューでは、自身初の監督生活を「僕を若返らせてくれた2年間だったが、ちょっと短かったかな。ただ、若い選手たちが着実に力を付けてきている。その意味では、非常に濃い2年間だった」という表現で述懐。その後にナインが胴上げの場を設けようとしたが、監督在任中にチームをウエスタン・リーグ優勝へ導けなかったことを背景に、「胴上げとは勝者（優勝チームの監督）や現役を退く選手がされるものであって、自分はその身ではない」という理由で胴上げを固辞した。
なお、上記の最終戦の後には、掛布を支えた古屋英夫野手チーフ兼育成コーチ、久保康生投手チーフコーチ、今岡真訪打撃兼野手総合コーチが相次いで退団。この時点で掛布は二軍監督としての契約期間を残していたが、後任の監督が決まるまで山田勝彦バッテリーコーチが二軍監督代行として指揮を執った。その後、2017年10月23日には、山田が2018年シーズンから一軍バッテリーコーチ、一軍作戦兼バッテリーコーチの矢野燿大が二軍監督へ異動することが球団から発表された。

#### 阪神二軍監督からの退任後
2017年10月27日に、阪神球団が「オーナー付シニア・エグゼクティブ・アドバイザー（SEA）」という役職を新設したうえで、掛布を同年11月1日付でSEAに就任させることを発表した。掛布がプロ野球球団でフロントの役職に就くことは初めてで、チーム編成に関するオーナーへのアドバイスや（二・三軍を含む）他球団の視察などの役割を担ったが、契約期間の満了を機に2019年10月31日で退任。同日付で阪神球団をいったん退団した。
その一方で、SEA在任中の2018年シーズンからは、サンテレビ、スカイ・エー、MBSラジオ、日本テレビ、読売テレビの阪神戦中継でゲスト解説者として再び出演。2020年2月14日から2週間限定で公開されている阪神タイガース創立85周年記念ドキュメンタリー映画『阪神タイガース THE MOVIE～猛虎神話集～』（製作：『TIGERS THE MOVIE』製作委員会、配給：KADOKAWA）では、阪神の関係者を代表してナビゲーターを務めている。
2020年1月からは、阪神電気鉄道（阪神タイガースの親会社）と契約したうえで、新設ポストの「HANSHIN LEGEND TELLER（ハンシン・レジェンド・テラー）」へ就任。NPB史上初の特別職で、野球解説者・タレントとしての活動と並行しながら、野球全般の振興に関する助言役や、現役時代の活躍を知る人物が多い関西財界とのパイプ役を担う。また、2015年以来5年振りに、報知新聞社野球評論家としての活動を再開している。
2024年には、報知新聞社記者で元女子野球選手の森脇瑠香とのYouTubeコラボ企画などをきっかけに、指導依頼を受けた滋賀短大附女子硬式野球部の不定期の外部コーチとして指導。自身は初めて見た女子野球だが「経験のない爽やかな野球、元気で一生懸命。面白くて飽きない」(一部抜粋) と評価し、3年間でより多くの勝利を目標に新チームの指導にあたっている。同年11月には、川藤幸三の後任として阪神OB会長に就任した。

## プレースタイル

### 打撃
早い時期にレギュラーの座を獲得したが、レギュラー定着から数年間は中距離打者であった。しかし、チームの主砲であった田淵が1978年のオフに移籍したことで、長距離打者になる道を選ぶ。長距離打者としては小柄な部類に属する掛布は、猛練習による肉体改造と打法の改良に取り組み、強靱な体と長距離打者としての打法を身に付けることで打球をスタンドまで叩き込んだのである。同僚だったランディ・バースは「バッティングは引っ張っても打てたし、流しても打てたからね。完璧だったよ。日米野球だったと思うけどジョージ・フォスター（元シンシナティ・レッズの大打者）が彼のバッティングを見て、『このチビは、なんであんなにボールを飛ばせるんだ!』って聞いてきたことがあったほどだぜ。なにしろ腰の回転が凄かった。腕力はなかったけど、下半身の回転で打つ選手でミートも上手かった。右投手も左投手も苦にしなかったね。」と評している。しかしこの打法は体への負担も大きく、選手寿命を縮める一因ともなった。掛布自身、「体が大きくない僕が、ホームランを30本、40本まで増やすためには肉体的にはかなりの無理をしていた」と述べている。甲子園球場で本塁打を量産するために、左打者にとっては厄介な存在であった浜風と喧嘩するのではなく、逆に利用しようと研究を重ね、逆方向であるレフトスタンドへ本塁打を量産する、独特かつ芸術的な流し打ちを身に付けた。以降、レフトへの本塁打が飛躍的に増え、球界を代表するホームランバッターの一人となった。
本塁打は「狙って打つもの」と考えており、「ホームランの打ち損じがヒット」というイメージを持っていた。ただし、負傷による不調から復帰した1981年には「4番として全試合出場」を目標としたため、本塁打を意識しない打撃に徹した。その結果、フル出場を果たすとともに打率も.341という高い数字（自身の最高打率）を残したが、そのオフのイベントでファンから「もうちょっとホームランを見たい」（この年の本塁打は23本）と言われたことがきっかけで再び本塁打を意識した打撃に変更したという。掛布は引退後に、この1981年が「一番自分らしかったのかもしれない」と語り、「今でも自分がホームランバッターとは思っていない。（1981年のバッティングをやれれば）違うバッティング、違う掛布があったのかな、という思いが今でも強い」という。
セリーグ審判部長を務めた田中俊幸は、著書『プロ野球 審判だからわかること』で、攻守の技術に優れ審判に対する態度も良かった選手として、掛布を高く評価している。特に打撃面では、「掛布の打球はバットに当たった瞬間、ほんの一瞬だが消えた」と証言している。これは、「掛布がボールを手元まで呼び込み、それを速いスイングにのせて弾きかえすので、ボールがバットにへばりついている間、見えなくなったのではないか」と推測し、「闘魂ドラマに出てくるようなワザ」と称している。
投手の癖を観察して球種を予測する事を途中からしなくなった。これは、大洋時代の野村収と対戦した際に、「癖を見破っている」と思って打ちに行ったところ、頭部への死球となり、癖を見て判断することへの怖さが生じたからだと述べている。
江川卓は著書『江川流マウンドの心理学』（廣済堂出版、2003年）で「掛布の弱点はインコース高め」と指摘し、掛布自身も対談で「インコースは弱い」と認めている。しかし、「4番打者の強さ」を相手投手に見せつけるため、インコースに投げられたボールのコントロールミスをライトスタンドへの強烈な本塁打にすることを意識していた。引退への発端となった1986年の死球の際も、ライトに引っ張る本塁打を打つためにインコースを待っていて起きたと述べている。
現在は手首の保護目的でリストバンドを着用している選手が少なくないが、これを最初に始めたのが掛布である。一方、父親の教えもあり、バッティンググローブを使用せず素手でバットを持つことに引退までこだわり続けた。ただし守備時はグラブの下に手袋をはめており、バッティングの際はその手袋を尻ポケットに入れていた。その様子がサルのしっぽに似ているとやくみつるが漫画のネタにしたことがある。現役後半にはローカットタイプのストッキングを愛用。それが掛布スタイルの代名詞となった。
プロ15年間、公式戦ではサヨナラ本塁打を打ったことが一度もなく、サヨナラ安打も1本のみである。オールスターゲームには強く、1978年には3打席連続本塁打の記録を残している。また、1981年にも第2戦から第3戦にかけて3打席連続本塁打を記録しており、そのうち2本目が公式戦では記録しなかったサヨナラ本塁打であった。現役最終年の1988年4月26日対大洋戦（甲子園）にはプロ時代唯一のランニングホームランを記録している。

### 守備
入団当初は、三塁手以外に遊撃手及び一塁手として公式戦に出場したことがある。守備については、現役時代に三塁手でダイヤモンドグラブ賞を6度受賞。ただし、これに関してプロ野球記録の調査・分析で知られた宇佐美徹也は「ほかに特にうまい選手がなく恵まれた感じが強い」と記している。吉田義男は初任監督時代の掛布の守備を「やや粗雑だが肩は強かった」と記し、ジョージ・アルトマンやハル・ブリーデンといった体格が大きかったり捕球技術に優れたりした一塁手に恵まれたことで、成長が促されたと評している。

### 好敵手・江川卓
高校時代、練習試合で作新学院と対戦する機会があったが、江川が登板する前に掛布は死球を受けて交代したため、直接の対戦はなかった。もしこのとき打席に立っていたらトラウマになってプロ入り後も打てなかったのではないか、と掛布は語っている。プロ入り後、ある時期まで江川は掛布に対する初球は必ずカーブを投げた。しかし、掛布はそれを見送り、ストレートを待って勝負したという。また、一度だけ江川が掛布を敬遠したとき（1982年9月4日、甲子園球場での試合）にはその球が異常に速かったという。掛布と江川の通算対戦成績は、167打数48安打で打率.287、14本塁打21三振33打点。このうち本塁打数は山本浩二と並んで江川の最多被本塁打打者である。
掛布は江川について「ストレートへの強いこだわりを持ったボールを感じさせてくれた唯一の投手」という評価をしている。また、お互いが相手との対戦が自身の調子を測る「バロメーター」となっていたことを認めている。

## 人物

### 人物像
酒癖は悪いが、ギャンブルとタバコは全くやらない。
現役時代から球界屈指の大変な車好きとして知られる。実物の車のみならず、模型やラジコンカーも好み、自身のカスタムカーには31のゼッケンを入れていたほどである。現役時代は車内が「一人になれる空間」として大事で、独身時代にはガレージの車にしばらく座って合宿所の部屋に戻ることもしていたという。
現役時代には、美津和タイガーが製造・販売する「虎印」ブランドのバットやグラブを愛用。同社のアドバイザリースタッフとして、事あるごとに職人へ細かい注文を出しつつも、野球用品メーカーとしての技術や対応を高く評価していた。1985年には、シーズン前の2月20日に同社が破産した後も、シーズン終了まで「虎印」のバットを使用。その経験から、解説者や阪神のDCに転身してからも、野球道具にこだわりを持つことを若手選手に求めている。DCへの就任直後には、「虎印復活」と銘打った美津和タイガー（破産後新たに設立した会社）の記者発表会へ同席。自身の名を冠した復刻モデルの製造・販売のPRに一役買っていた。
現役時代の1985年から、債務処理に関する問題（詳細は後述）が報じられるようになった2009年頃までは、サイドビジネスを手広く展開していた。そのきっかけは、美津和タイガーの破産で再就職先を探す必要に迫られた元社員への一時的な受け皿として、大阪府豊中市にある自宅の近くにスポーツカジュアル用品店の「スポーツハウス・フィールド31」を開いたことにある。ただし、阪神選手としての年俸ではスタッフとして雇用した元社員全員の給料を賄い切れなかったことから、自宅近くの通称「ロマンチック街道」沿いに個人事務所の「掛布企画」名義で「ほっとこーなー」という広島風お好み焼き店も開いた。広島風お好み焼き店になったのは、プロ入り後初めての広島遠征をきっかけに、本場の広島風お好み焼きを好んだことによるという。なお、一時は京阪電気鉄道の天満橋駅付近で「参拾壱 ほっとこーなー」という地鶏の店を営んだほか、「掛布企画」とは別に「掛布」というプロダクション会社を設立。「スポーツハウス・フィールド31」については、スタッフ全員の進路が決まったことを機に閉店している。
解説を行う際は選手の名を言うときは語尾に「～君」と敬称を付けることが多いが、外国人選手のときにはそれが付かないことが主。ただし、若くして引退したため、解説者になった当初は現役時代の同僚だった真弓明信や阪神以外にも中畑清、落合博満、村田兆治といった自身より年上の現役選手も多くいたため、そういう選手に対しては「～選手」と敬称を付けていた。阪神のDCになってからは阪神の選手に関して敬称をつけて呼ばなくなっている。また、「非常にこう」「やはりこの〜」「〜ですね、ええ」などといったフレーズを多用。末尾は「ええ」「はい」で完了することが多い。また「ファースト」を独特の発音で「ホワスト」「ホワァースト」と言う癖があり、掛布のモノマネで知られる松村邦洋が好んで掛布独特の発音を再現している。
サイン色紙に常に記す言葉は「憧球」である。

### 債務問題
2009年には週刊誌において、経営していた店舗の不振により多額の負債を抱え、自宅も2008年11月に差し押さえを受けていると報じられた。このことが関係してかは不明ではあるが、2008年いっぱいで長らく担当していた日本テレビ及び読売テレビの野球解説者としての契約を解除された。この債務について、掛布は、債務保証したコンサルタント会社から大阪地方裁判所に訴訟を起こされた。掛布は「コンサルタント会社が実質経営していた」と主張したが受け入れられず、同地裁は2009年9月11日に、掛布側全面敗訴の判決を言い渡した。2010年3月31日、大阪府豊中市にある自宅を大阪地裁が競売開始を決定。家財道具13点も同時に競売にかけられた。競売申し立ては兵庫県尼崎市の金融機関である。不動産登記簿によると、対象は延べ床面積約600平方メートルで鉄筋4階、地下1階の建物と土地約320平方メートルで、豊中市が同年2月に差し押さえていた。競売の結果、自宅は2011年6月に第三者に売却された。
2011年7月27日、実質的に経営している掛布企画が2回目の手形不渡りを出し、銀行取引停止処分になったことが明らかになった（事実上倒産）。負債総額は約4億円に上るという。掛布はその直前のオールスター戦からシーズン終了まで解説者として専属契約していたMBSラジオの『MBSタイガースライブ』への出演を自粛。2012年シーズン開幕時から一度は復帰したが、5月以降は再び出演しなくなった。
なお、2013年からはスカイ・エーの野球解説者に転身。『サンテレビボックス席』（サンテレビの阪神戦中継）や『サンデーモーニング』（TBS）にもゲストで出演するなど、阪神の二軍監督へ就任するまで、野球解説者としての活動を続けていた。

### 人間関係
2年目の1975年6月に甲子園球場の対ヤクルト戦で、1点ビハインドの6回表2死満塁の場面に三塁ゴロをトンネルし、そこから大量失点を招いて敗れた。試合後、ロッカールームに入れず、扉の前でしゃがみ込んでいたところに先発投手の江夏豊が通りがかり、「なにしてんだ、バカ。気にするな」と声を掛けたという。
長嶋茂雄のことを敬愛している。デビューした年の5月21日の対巨人戦でプロ入り初安打を記録したとき、掛布は三塁を狙ったが長嶋にタッチアウトされた。しかし、「憧れの長嶋」にタッチされたことが嬉しくてたまらなかったという。長嶋は掛布の結婚披露宴で「君には巨人戦で数多くのホームランを打たれて悔しい思いもした。だが、君は千葉の後輩なんだ。悔しいが、誰にも負けない大きな拍手を、心から君のホームランには贈っている」とスピーチし、掛布も「長嶋巨人を倒すことが長嶋が最も喜ぶことだ」と考えたという。
新人時代、対巨人戦で安打で出塁した際、王貞治に「いつあんなバッティング覚えたんだ」と声を掛けられ、「あぁ、見てくれていたんだ」と自信がついたという。王とあまり言葉は交わさず、そのときだけ声をかけられた。一方、長嶋茂雄は三塁で「君はいくつなんだ?」などといった声をかけてきたとのこと。
長嶋が評論家に転じたのち、スランプに陥っていた掛布は長嶋に電話で助言を求めたことがある。すると長嶋曰く「そこにバットある? あったら振ってみて」。首をかしげながら掛布は素振りの音を電話越しに長嶋に聞かせた。音を聞いた長嶋は「雑念を取り払え、無心で振れ!」と言う。今度は無心でバットを数度振り、音を聞かせる。すると「そうだ、今のスイングだ。忘れるな!」と言い、電話は終わった。その後、掛布はスランプを脱したという。
ライバルであった江川卓とは、現役当時はオールスターゲームの際に会話する程度であった。しかし、引退後にともに解説者として仕事をするようになってから親交が深まり、現在は親友の間柄となっている。
現役時代、ともに主力選手であった岡田彰布との間で不仲説やそれぞれの「派閥」があるような記述が当時のスポーツ紙などでみられた。これについて岡田は2008年の著書で、入団後に飲食をともにしなかったことは事実としながらも不仲説は否定しており、そうしたマスコミの記述を「一緒に行かないから＝仲が悪いと決めつけられても困る」と批判的に記している。岡田は、掛布の引退試合の際に「後は頼むぞ」と言われたことが、「初めての2人の本音の会話だったかもしれない」と述べている。
元巨人の阿部慎之助の父親は掛布の習志野高時代の同級生で、同じく野球部に所属していた。3年生時に主将だった掛布は、後輩に厳しく当たる役は阿部の父に「押しつけていた」と後年述べている。高校時代は阿部の父親が4番を打っており、掛布は3番打者だった。今でも阿部の父親とは深い親交があり、阿部が子供の頃から掛布に憧れていたのはこの縁に由来する。
ものまねタレントの松村邦洋によくものまねされている。初期の頃は「阪神よりも下半身がいいですねー。」や「昼は解説・夜はワイセツ」といったダジャレに下ネタを織り込んだものまねをしていたため、本人は少々迷惑がっていたが、これをきっかけに親交は深くなった。

## 家族
現在の妻は米田哲也に紹介された。
長男は大阪学院大学高等学校から大阪学院大学を経て社会人野球の三菱重工神戸で2008年までプレーしていた。プロ野球選手にはなれなかったが、彼がつけていた背番号も31だった。大阪学院大学時代にも、主将を務めた4回生時を除けば、1回生から3回生までは背番号31をつけた（4回生時には主将の慣例で1をつける）。

## 詳細情報

### 年度別打撃成績
| 年 度      | 球 団      | 試 合 | 打 席 | 打 数 | 得 点 | 安 打 | 二 塁 打 | 三 塁 打 | 本 塁 打 | 塁 打 | 打 点 | 盗 塁 | 盗 塁 死 | 犠 打 | 犠 飛 | 四 球 | 敬 遠 | 死 球 | 三 振 | 併 殺 打 | 打 率 | 出 塁 率 | 長 打 率 | O P S |
| ---------- | ---------- | ----- | ----- | ----- | ----- | ----- | -------- | -------- | -------- | ----- | ----- | ----- | -------- | ----- | ----- | ----- | ----- | ----- | ----- | -------- | ----- | -------- | -------- | ----- |
| 1974       | 阪神       | 83    | 194   | 162   | 13    | 33    | 8        | 0        | 3        | 50    | 16    | 1     | 1        | 0     | 2     | 28    | 0     | 2     | 38    | 3        | .204  | .325     | .309     | .633  |
| 1975       | 阪神       | 106   | 344   | 317   | 34    | 78    | 15       | 3        | 11       | 132   | 29    | 0     | 0        | 3     | 0     | 22    | 3     | 2     | 68    | 8        | .246  | .299     | .416     | .716  |
| 1976       | 阪神       | 122   | 469   | 406   | 69    | 132   | 20       | 7        | 27       | 247   | 83    | 5     | 7        | 2     | 3     | 54    | 4     | 4     | 52    | 7        | .325  | .407     | .608     | 1.015 |
| 1977       | 阪神       | 103   | 439   | 381   | 59    | 126   | 18       | 4        | 23       | 221   | 69    | 4     | 4        | 0     | 6     | 50    | 1     | 2     | 58    | 9        | .331  | .405     | .580     | .986  |
| 1978       | 阪神       | 129   | 532   | 465   | 73    | 148   | 17       | 2        | 32       | 265   | 102   | 7     | 5        | 0     | 2     | 63    | 7     | 2     | 86    | 5        | .318  | .400     | .570     | .970  |
| 1979       | 阪神       | 122   | 530   | 468   | 107   | 153   | 20       | 3        | 48       | 323   | 95    | 10    | 4        | 0     | 4     | 58    | 0     | 0     | 61    | 13       | .327  | .398     | .690     | 1.088 |
| 1980       | 阪神       | 70    | 288   | 258   | 27    | 59    | 7        | 0        | 11       | 99    | 37    | 2     | 1        | 0     | 2     | 26    | 1     | 2     | 47    | 9        | .229  | .302     | .384     | .686  |
| 1981       | 阪神       | 130   | 549   | 458   | 84    | 156   | 25       | 1        | 23       | 252   | 86    | 1     | 1        | 0     | 4     | 85    | 18    | 2     | 54    | 8        | .341  | .443     | .550     | .993  |
| 1982       | 阪神       | 130   | 549   | 464   | 79    | 151   | 27       | 0        | 35       | 283   | 95    | 6     | 6        | 0     | 4     | 79    | 16    | 2     | 69    | 11       | .325  | .423     | .610     | 1.033 |
| 1983       | 阪神       | 130   | 560   | 483   | 72    | 143   | 25       | 2        | 33       | 271   | 93    | 6     | 3        | 0     | 3     | 72    | 8     | 2     | 81    | 5        | .296  | .388     | .561     | .949  |
| 1984       | 阪神       | 130   | 549   | 442   | 79    | 119   | 14       | 1        | 37       | 246   | 95    | 3     | 2        | 0     | 3     | 102   | 8     | 2     | 83    | 11       | .269  | .406     | .557     | .963  |
| 1985       | 阪神       | 130   | 579   | 476   | 102   | 143   | 16       | 4        | 40       | 287   | 108   | 3     | 1        | 0     | 6     | 94    | 6     | 3     | 62    | 12       | .300  | .415     | .603     | 1.017 |
| 1986       | 阪神       | 67    | 285   | 254   | 33    | 64    | 11       | 1        | 9        | 104   | 34    | 0     | 2        | 0     | 3     | 25    | 0     | 3     | 40    | 7        | .252  | .323     | .409     | .732  |
| 1987       | 阪神       | 106   | 424   | 387   | 33    | 88    | 14       | 3        | 12       | 144   | 45    | 0     | 1        | 0     | 3     | 33    | 2     | 1     | 61    | 9        | .227  | .288     | .372     | .660  |
| 1988       | 阪神       | 67    | 283   | 252   | 28    | 63    | 13       | 0        | 5        | 91    | 32    | 1     | 0        | 0     | 3     | 28    | 0     | 0     | 37    | 7        | .250  | .322     | .361     | .683  |
| 通算：15年 | 通算：15年 | 1625  | 6574  | 5673  | 892   | 1656  | 250      | 31       | 349      | 3015  | 1019  | 49    | 38       | 5     | 48    | 819   | 74    | 29    | 897   | 124      | .292  | .381     | .531     | .913  |

- 各年度の太字はリーグ最高

### タイトル
- 本塁打王：3回（1979年、1982年、1984年）
- 打点王：1回（1982年）
- 最多出塁数：2回（1981年、1982年）

### 表彰
- ベストナイン：7回（1976年 - 1979年、1981年、1982年、1985年）
- ダイヤモンドグラブ賞：6回（1978年、1979年、1981年 - 1983年、1985年） ※セ・リーグ三塁手部門を6度受賞は歴代最多タイ（他に岩村明憲）
- オールスターゲームMVP：3回（1978年 第3戦、1981年 第2戦、1982年 第3戦）
- 月間MVP：1回（1979年4月）
- ベスト・ファーザー イエローリボン賞（スポーツ部門；1999年）

### 記録
初記録
- 初出場：1974年4月7日、対大洋ホエールズ2回戦（岡山県野球場）、9回裏に上田二朗の代打で出場
- 初打席：同上、9回裏に小谷正勝から四球
- 初安打：1974年5月21日、対読売ジャイアンツ6回戦（後楽園球場）、9回表に後藤和昭の代打で出場、高橋善正から
- 初先発出場：1974年5月26日、対ヤクルトスワローズ8回戦（阪神甲子園球場）、7番・一塁手で先発出場
- 初本塁打・初打点：1974年6月3日、対広島東洋カープ8回戦（広島市民球場）、2回表に佐伯和司から右越ソロ
- 初盗塁：1974年9月29日、対ヤクルトスワローズ22回戦（明治神宮野球場）、投手：松岡弘、捕手：大矢明彦
- 初4番：1977年7月18日、対ヤクルトスワローズ19回戦（明治神宮野球場）

節目の記録
- 100本塁打：1979年4月21日、対横浜大洋ホエールズ1回戦（阪神甲子園球場）、7回裏に遠藤一彦から左越ソロ ※史上99人目
- 150本塁打：1980年6月14日、対広島東洋カープ8回戦（広島市民球場）、7回表に山根和夫から2ラン ※史上54人目
- 200本塁打：1982年7月18日、対広島東洋カープ15回戦（阪神甲子園球場）、5回裏に山本和男から2ラン ※史上37人目
- 1000安打：1982年8月24日、対ヤクルトスワローズ19回戦（阪神甲子園球場）、7回裏に立野政治から右越ソロ ※史上125人目
- 1000試合出場：1983年4月16日、対読売ジャイアンツ2回戦（阪神甲子園球場）、4番・三塁手で先発出場 ※史上233人目
- 250本塁打：1984年4月12日、対横浜大洋ホエールズ3回戦（阪神甲子園球場）、4回裏に門田富昭から左中間ソロ ※史上21人目
- 300本塁打：1985年6月23日、対横浜大洋ホエールズ12回戦（横浜スタジアム）、7回表に広瀬新太郎から右越ソロ ※史上17人目
- 1500安打：1986年8月19日、対横浜大洋ホエールズ19回戦（横浜スタジアム）、6回表に遠藤一彦から左越二塁打 ※史上51人目
- 1500試合出場：1987年7月18日、対中日ドラゴンズ16回戦（阪神甲子園球場）、4番・三塁手で先発出場 ※史上85人目
- 1000打点：1988年5月24日、対ヤクルトスワローズ5回戦（明治神宮野球場）、2回表に梶間健一から2点適時二塁打 ※史上19人目
- 3000塁打：1988年6月18日、対横浜大洋ホエールズ13回戦（阪神甲子園球場）、7回裏に欠端光則から中前安打 ※史上28人目

その他の記録
- 1イニング2本塁打：1982年8月24日、対ヤクルトスワローズ19回戦（阪神甲子園球場）、7回裏に立野政治から右越ソロ、井原慎一朗から右越3ラン ※史上9人目10度目
- 4打数連続本塁打：1978年8月31日 - 9月1日 ※史上9人目、歴代2位タイ[101]
- 10打席連続四球：1984年10月3日 - 10月5日 ※セ・リーグ記録
- 10打数連続安打：1981年8月5日 - 8月7日
- 12打席連続出塁：1981年8月5日 - 8月7日
- オールスターゲーム出場：10回（1976年 - 1985年）

### 背番号
- 31（1974年 - 1988年、2016年 - 2017年）

長嶋茂雄の3番と王貞治の1番を足して31番とした、と言われることがあるが、掛布本人は、球団から提示された空いている背番号の中で一番若い番号だったから、と語っている。小学館『月刊コロコロコミック』に掲載された漫画「掛布選手物語」（たがわ靖之）では掛布の父の教えとされる「人の3倍練習しろ、それで初めて一番になれる」という教訓と上記「長嶋と王の番号」説を兼ねた感動的な説明になっている。掛布の前に付けていたのは、入団直前の1973年のシーズン限りで退団した外国人選手ウィリー・カークランドであった。また、入団当時の選手名鑑には上田二朗のユニフォームを借り、背番号「16」で写っているものもあった。本人はゲン担ぎで、よく試合前に背番号31にあやかりサーティワンのアイスクリームを食べていたらしい。
1976年のシーズン終了後には、当時の球団首脳から、「背番号を『3』に変更しないか」という打診を受けている。憧れの長嶋と同じ背番号ということで掛布は悩んだが、「入団時にもらった背番号『31』を自分の顔として育てていきたい」として固辞している。
プロサッカー選手の大黒将志は、2005年に初めてサッカー日本代表に選出された時に、背番号が31だったことから「掛布と同じですね。縁起えぇわ」と喜んでいる。ちなみに、当時所属していたガンバ大阪での背番号は、岡田彰布のつけていた16であった。
2010年5月5日に大阪府立上方演芸資料館（ワッハ上方）で開かれた山田雅人のトークショーにゲスト出演した掛布は、山田の「31番を永久欠番にして監督に復帰してほしい」という発言に対して「31番はグラウンドで動いている選手が背中につけて、生きてる方がいいと思う」と返答した。空き番号になっていた阪神のDC時代にも「現役の選手が競争を通じて31番を奪い取って欲しい」という期待を寄せていたが、該当する選手が現れないまま、阪神の二軍監督として自身で2年間着用していた。2017年9月10日の監督退任会見では、「（監督に就任するまでは31番を）『選手が付ける背番号』と思っていた。しかし、背番号31を付けて（二軍を率いたことによって）、多くのファンが球場のスタンドで（二軍の試合を）見てくれた。その意味では、背番号31にも感謝している」とのコメントを残した。
二軍監督からの退任後は、1年間空番として扱われた後に、2019年からジェフリー・マルテが着用している。マルテによる背番号31の着用は、本人の希望でもあったことから、阪神球団は事前に掛布へ打診。掛布自身は、「背番号は僕のものでもなんでもなく球団のもの。選手がグラウンドでつけて躍動してこその背番号。来季（2019年シーズン）、マルテに4番としてチームを引っ張ってもらえるような活躍を期待しています」との回答を寄せることで、マルテによる着用を事実上容認した。

## 関連情報

### 出演番組

#### 現在
- 日本テレビ系プロ野球中継（日本テレビ・読売テレビ、1989年 - 2008年・2018年 - 、）
- スカイ・Aスタジアム「阪神タイガース戦完全中継」（2013年 - 2015年・2018年 - 、スカイ・エー）
  - 『猛虎キャンプリポート2013』で、スカイ・エーの解説者としてデビュー。2015年までの中継では、巨人戦（スカイ・Aの録画中継分）を中心に出演していた。
- サンテレビボックス席（2013年途中 - 2015年・2018年 - 、サンテレビ）

以上のプロ野球中継には、阪神のDC・SEA時代にも、解説者として随時出演。
- MBSベースボールパーク（2009年 - 2012年・2018年 - 、MBSラジオ）
  - 『MBSタイガースナイター』時代の2009年にゲスト解説者、2010年から専属解説者として出演。『MBSタイガースライブ』時代の2011年には、上記の債務問題の影響で、 マツダオールスターゲーム以降の公式戦中継への出演を見合わせていた。
  - 2018年5月から、阪神SEAとしての活動と並行しながら、「ゲスト解説者」として出演を再開。同年以降は、『JA淡路日の出スポーツスペシャル ～MBSべ―スボールパーク番外編～』（年末年始に編成される特別番組）にも登場している。
  - 2022年度のナイターオフ期間（2022年11月 - 2023年3月）には、『掛布雅之のA級ラジオ』（『MBSベースボールパーク』のナイターオフ版で基本として毎月第1日曜日に放送）のパーソナリティを担当。2023年以降の阪神戦中継には、「準解説者」という扱いで、出演の機会を再び増やしている。
- 探偵!ナイトスクープ（ABCテレビ、顧問として不定期出演）
- グッジョブ!（毎日放送、2023年4月16日から毎週土曜日の7:00 - 7:30に生放送）
  - 上泉雄一（毎日放送アナウンサー）がMCを務める関西ローカル向けの生放送番組で、プロ野球シーズン中は、当該週における阪神の戦い振りを解説。

#### 過去
- 週刊トラトラタイガース（読売テレビ）
- 紳助の人間マンダラ（関西テレビ）
- ムーブ 島田弁護協会（TBS）
- コロッセオ（日本テレビ）
- 大スポんちゅ（スポんちゅ金曜版）（日本テレビ）
- スポーツMAX（日本テレビ）
- 掛布の遊びたいし!（テレビ大阪）
- 掛布雅之のホットコーナー（ラジオ大阪）
- ちちんぷいぷい（月曜日、毎日放送）
- ニッポン放送ショウアップナイター（2008年のみ不定期解説、ニッポン放送・NRN）
- すみからすみまで愛なのね（MBSラジオ）
- MBSとらぐみタイガースライブ!（2010年度・2011年度のナイターオフ番組、火曜日）
  - MBSラジオの解説者時代には、『こんちわコンちゃんお昼ですょ!』『ノムラでノムラだ♪　EXトラ』などの生ワイド番組にも、不定期で出演していた。
- 生トラスタジアム（2014年 - 2015年、テレビ大阪）
  - 阪神のDCを務めながら、阪神戦の中継にゲスト解説者として随時出演。
- 愛媛野球 熱闘スタジアム（2014年 - 2015年、「特別顧問」として出演、愛媛朝日テレビ、毎週月曜日24:15 - 24:20　→　水曜日24:15 - 24:20）
- 亀山つとむのスポーツマンデー!（MBSラジオ）
  - 阪神二軍監督時代の2016年・2017年プロ野球シーズン中の放送で、「とれたて!掛布ファーム情報」（事前収録による市川いずみから掛布への独占インタビュー企画）へ定期的に出演。この企画が縁で、掛布の二軍監督退任セレモニーでは、掛布からの指名によって市川がインタビュアーを務めた。
- おはようコールABC 木曜日スポーツコメンテーター（ABCテレビ、2020年4月2日 - 10月1日）
- プロ野球 レジェン堂（2023年11月2日、BSフジ)[106]

### テレビドラマ
- NHK連続テレビ小説『ふたりっ子』（NHK大阪放送局制作、1996年度下半期） - 本人役
  - 阪神タイガースの選手役で1回、監督役で1回出演。
- NHK連読テレビ小説『エール』（NHK放送センター制作、2020年6月22日） - 大阪タイガース幹部・掛田寅男（かけだ　とらお）役
  - 阪神の前身球団・大阪タイガースの幹部が1936年に球団歌『大阪タイガースの歌（六甲おろし）』の作曲を古関裕而へ依頼した史実を基に、古関をモデルにした作曲家・古山裕一（演：窪田正孝）へ球団歌の制作を依頼する役回りでスポット出演。2020年2月11日の収録では、窪田と肩を組みながら『大阪タイガースの歌』を歌うシーンも撮影された[107]。

### 歌
- 1977年、遠藤良春が掛布の応援歌「GO!GO!掛布」（作詞・作曲：中山大三郎）を歌い、関西を中心に126万枚の大ヒットとなり[108]、1977年8月15日から9月5日まで週間オリコンチャート20位にまで上昇した[109]。掛布本人も1978年、はらたいらのプロデュースで「掛布と31匹の虫」（作詞：はらたいら、作曲：長戸大幸）を発売したが、こちらはヒットには至らなかった。なお、「掛布と31匹の虫」はオムニバスCD「えっ!あの人がこんな歌を…。」（1990年7月21日発売）にも収録されている。

### CM
- 大日本除虫菊 - 『コックローチS』（1978年 - 1979年）、『金鳥蚊取りマット』（1980年 - 1987年）

「プロ野球選手は誰もが憧れるかっこいい人」という印象が強かった時代に、当初から三枚目的な役どころとして起用されたことで好感度を上げた。もっとも、1980年に放送された『金鳥蚊取りマット』のCMには、「これで安心して眠れるなぁ」と三塁ベース上で居眠りするシーンの映像を使用。前述したように、この年に極度の打撃不振へ陥ったことと相まって、阪神ファンなどの物議を醸した。
- 東洋ゴム工業 - 『Zラジアル』 （1980年代）
- JA和歌山 - 『ジョインジュース』、『和歌山の柿』（関西ローカル、ジョインジュースはカケフくんと共演）
- 報知新聞社 報知新聞（堀内恒夫と共演、1989年）
- ミツカン『おむすび山』
- オートバックスセブン（真弓明信と共演）
- 武田薬品工業『タケダ胃腸薬 ザッツ』（江川卓と共演）
- 公文教育研究会 - 「パパが選んだ公文式」（間寛平、田中寅彦と共演、1996年）
- 大正製薬『リアップ』（中村雅俊と共演）
- ソノヤコーポレーション
- ナムコ『ワールドスタジアム2』（1998年）
- 旭松食品 - 「なっとういち」
- JA淡路日の出 - MBSラジオで関西ローカル向けに放送
- 大同工業（2022年 - ）

2022年シーズンから阪神タイガースを「シルバースポンサー」として協賛することを機に、「DID（大同工業）ブランドアンバサダー」という肩書でスポンサー活動へ協力するようになったことを受けて、阪神甲子園球場のライトスタンド上段（自社で掲出している広告看板の真下）で撮影された企業CMをテレビで放送。同年シーズンから行われている球団公認表彰「阪神タイガースDIDアワード」のノミネート選出も行っている。

### ドキュメンタリー映画
- 阪神タイガース THE MOVIE～猛虎神話集～（2020年2月14日劇場公開、製作：『TIGERS THE MOVIE』製作委員会、配給：KADOKAWA） - ナビゲーター

### テレビゲーム
- 劇空間プロ野球 AT THE END OF THE CENTURY 1999（スクウェアソフト） - 解説
- THE BASEBALL 2003 バトルボールパーク宣言 パーフェクトプレープロ野球（コナミ） - 解説
- THE BASEBALL 2003 バトルボールパーク宣言 パーフェクトプレープロ野球 秋季号（コナミ） - 解説
- ベースボールライブ2005（ナムコ） - OB選手
- プロ野球 熱スタ（バンダイナムコゲームス） - OB選手

### 漫画作品
- 本人をモデルとした漫画「若トラ 掛布雅之物語」がさだやす圭により『週刊少年キング』で連載されていた。また、『月刊コロコロコミック』の第2号（1977年）にはたがわ靖之の「掛布選手物語」が掲載されている。
- テレビアニメ『新・巨人の星』では右投手として復活した星飛雄馬のライバルとして登場、飛雄馬の殺人スクリュー・スピン・スライディングを自らも同じように高速回転でタッチを行い、打ち破った。

なお、飛雄馬と掛布には「少年時代から高校まで父親によって野球漬けの生活を送る」、「プロ入りの際も父親が大きく関わった」、「テスト生として入団後一年目から活躍」という共通点がある。
- いしいひさいちの『がんばれ!!タブチくん!!』にも長期にわたって登場した。当初は「若トラ」のイメージ通りのスマートな姿であったが、現役晩年には顔や体がいかついデザインに変わっていた。

このほか、水島新司の『野球狂の詩』や、江口寿史の『すすめ!!パイレーツ』などにも登場している。後者では千葉県ネタに絡むシーンがあった。

### 著書
- 『猛虎が吼えた―熱球悲願』恒文社、1982年 ISBN 4-77-040503-0
- 『掛布雅之の楽しい野球〈打撃・守備編〉』小峰書店、1989年 ISBN 4-33-808501-0
- 『掛布ライス―“おもてなし”のすすめ』日本テレビ放送網、2001年 ISBN 4-82-039775-3
- 江川卓との共著『巨人 - 阪神論』角川書店、2010年 ISBN 4-04-710234-2
- 『若虎よ!』角川oneテーマ21新書、2014年
- 『4番打者論』宝島社新書、2014年
- 『「新・ミスタータイガース」の作り方』徳間書店、2014年
- 『阪神・四番の条件　タイガースはなぜ優勝できないのか』幻冬舎新書、2021年
- 『常勝タイガースへの道　阪神の伝統と未来』PHP新書、2023年
- 『虎と巨人』中公新書ラクレ、2024年